# Taylor Swift/Auszeichnungen für Musikverkäufe/Alben

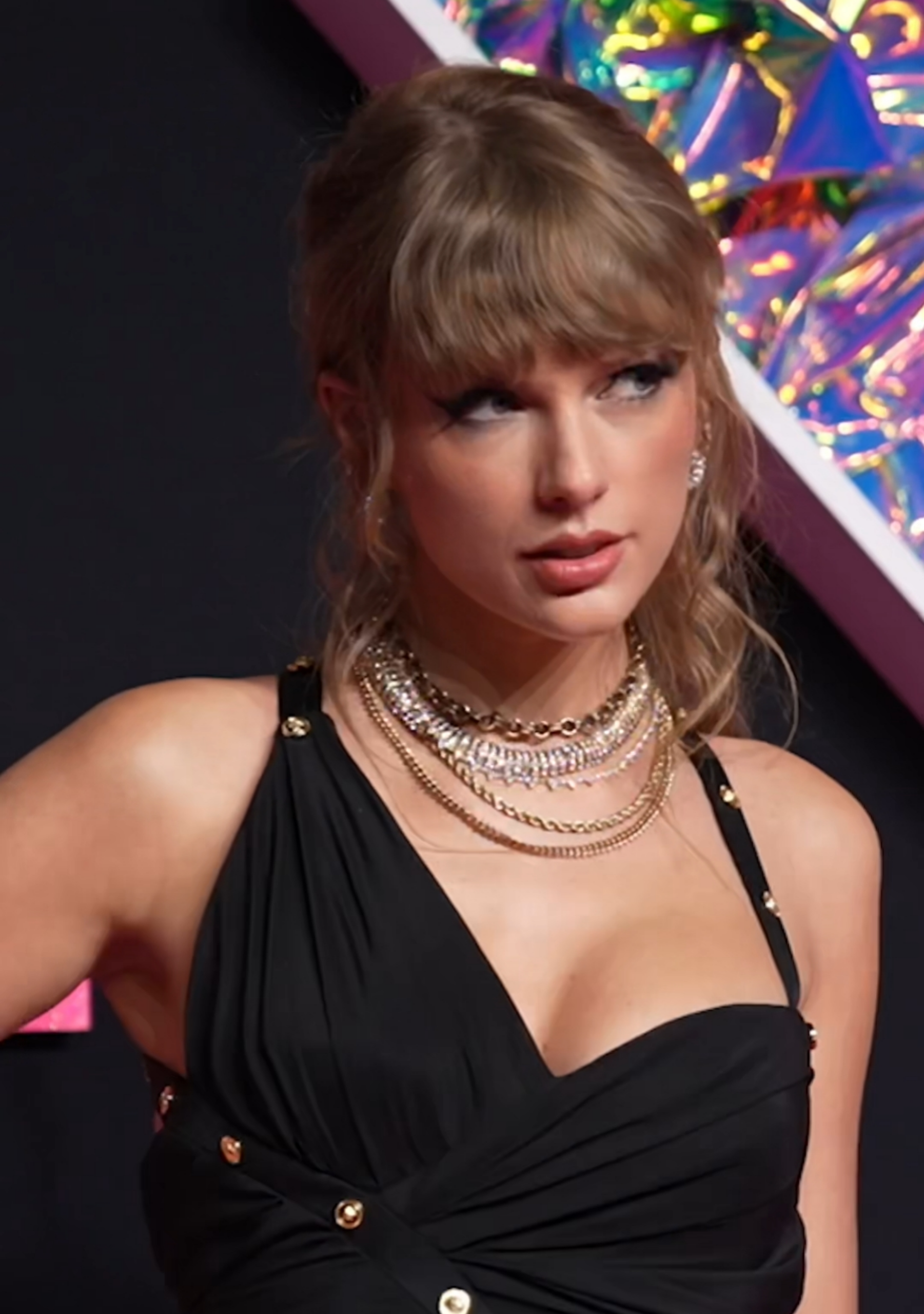
Taylor Swift, 2023

Dies ist eine Übersicht über die Auszeichnungen für Musikverkäufe der US-amerikanischen Country- und Popsängerin Taylor Swift für Alben und Videoalben. Die Auszeichnungen finden sich nach ihrer Art (Gold, Platin usw.), nach Staaten getrennt in chronologischer Reihenfolge, geordnet sowie nach den Tonträgern selbst, ebenfalls in chronologischer Reihenfolge, getrennt nach Medium (Alben, EPs usw.), wieder.

## Auszeichnungen
| - Argentinien - 2015: für das Album 1989 - Australien - 2023: für das Album The Taylor Swift Holiday Collection - 2024: für das Album Speak Now World Tour – Live - Belgien - 2022: für das Album Evermore - 2022: für das Album Folklore - 2023: für das Album Midnights - Brasilien - 2012: für das Album Speak Now - 2012: für das Album Red - 2020: für das Album Folklore - Dänemark - 2024: für das Album Fearless (Taylor’s Version) - 2024: für das Album Speak Now (Taylor’s Version) - Deutschland - 2018: für das Album Fearless - 2023: für das Album Speak Now - 2023: für das Album Folklore - 2024: für das Album 1989 (Taylor’s Version) - 2025: für das Album Evermore - Finnland - 2020: für das Album Lover - 2022: für das Album Evermore - 2022: für das Album Folklore - Frankreich - 2019: für das Album Red - 2023: für das Album Fearless (Taylor’s Version) - 2024: für das Album Red (Taylor’s Version) - 2024: für das Album Evermore - 2024: für das Album Speak Now (Taylor’s Version) - GCC - 2010: für das Album Fearless - Hongkong - 2009: für das Album Fearless - 2010: für das Album Speak Now - Indonesien - 2010: für das Album Speak Now - Irland - 2010: für das Album Speak Now - Italien - 2023: für das Album Red (Taylor’s Version) - 2023: für das Album Evermore - 2024: für das Album Speak Now (Taylor’s Version) - Japan - 2010: für das Album Fearless - 2010: für das Album Speak Now - 2016: für das Album Red (Digital) - 2018: für das Album Reputation - Kolumbien - 2013: für das Album Red - Mexiko - 2012: für das Album Red - Niederlande - 2015: für das Album 1989 - Norwegen - 2011: für das Album Fearless - 2011: für das Album Speak Now - 2020: für das Album Reputation - 2021: für das Album Evermore - 2023: für das Album Midnights - Österreich - 2013: für das Album Fearless - 2023: für das Album Evermore - 2023: für das Album Speak Now - 2024: für das Album Red (Taylor’s Version) - 2024: für das Album 1989 (Taylor’s Version) - 2024: für das Album The Tortured Poets Department - Polen - 2024: für das Album Speak Now (Taylor’s Version) - 2024: für das Album Fearless (Taylor’s Version) - 2024: für das Album Fearless - Portugal - 2024: für das Album Folklore - 2024: für das Album Reputation - 2024: für das Album Evermore - 2025: für das Album Red (Taylor’s Version) - Schweden - 2013: für das Album Red - 2014: für das Album 1989 - Schweiz - 2024: für das Album Folklore - 2024: für das Album Midnights - 2024: für das Album Fearless - 2024: für das Album Lover - 2024: für das Album Reputation - 2024: für das Album Speak Now - Singapur - 2021: für das Album Folklore - 2021: für das Album Taylor Swift - Spanien - 2015: für das Album 1989 - 2020: für das Album Reputation - 2021: für das Album Lover - 2022: für das Album Folklore - 2023: für das Album Red (Taylor’s Version) - 2023: für das Album Evermore - 2024: für das Album Speak Now (Taylor’s Version) - Südafrika - 2009: für das Album Fearless - Vereinigtes Königreich - 2013: für das Album Taylor Swift - 2022: für das Album Fearless (Taylor’s Version) | - Australien - 2023: für das Album Red (Taylor’s Version) - 2024: für das Album Fearless (Taylor’s Version) - 2024: für das Album Speak Now (Taylor’s Version) - Belgien - 2022: für das Album Lover - 2022: für das Album Reputation - 2024: für das Album The Tortured Poets Department - Chile - 2015: für das Album 1989 - Dänemark - 2021: für das Album Red - 2021: für das Album Fearless - 2023: für das Album Evermore - 2024: für das Album Red (Taylor’s Version) - 2024: für das Album 1989 (Taylor’s Version) - Deutschland - 2018: für das Album 1989 - 2023: für das Album Red - 2024: für das Album Reputation - 2024: für das Album Midnights - 2025: für das Album Lover - Finnland - 2019: für das Album Reputation - Frankreich - 2019: für das Album 1989 - 2023: für das Album Midnights - 2024: für das Album Lover - 2024: für das Album 1989 (Taylor’s Version) - 2024: für das Album Reputation - 2024: für das Album The Tortured Poets Department - 2024: für das Album Folklore - Indonesien - 2009: für das Album Fearless - Irland - 2012: für das Album Red - Italien - 2022: für das Album 1989 - 2023: für das Album Midnights - 2023: für das Album Reputation - 2023: für das Album Lover - 2024: für das Album Folklore - 2024: für das Album The Tortured Poets Department - 2024: für das Album 1989 (Taylor’s Version) - Japan - 2013: für das Album Red - 2015: für das Album 1989 - Kanada - 2008: für das Album Taylor Swift - Malaysia - 2009: für das Album Fearless - Mexiko - 2018: für das Album Reputation - 2023: für das Album Midnights - Neuseeland - 2023: für das Album Taylor Swift - 2024: für das Album Speak Now (Taylor’s Version) - Niederlande - 2025: für das Album The Tortured Poets Department - Norwegen - 2020: für das Album Lover - 2021: für das Album Folklore - Österreich - 2018: für das Album Reputation - 2023: für das Album Lover - 2023: für das Album Midnights - 2023: für das Album Red - 2024: für das Album Folklore - Philippinen - 2011: für das Album Speak Now - Polen - 2023: für das Album Evermore - 2024: für das Album 1989 (Taylor’s Version) - 2024: für das Album Red - 2024: für das Album Red (Taylor’s Version) - Portugal - 2024: für das Album Lover - 2024: für das Album The Tortured Poets Department - 2024: für das Album 1989 (Taylor’s Version) - 2024: für das Album 1989 - 2025: für das Album Midnights - Schweden - 2018: für das Album Reputation - Schweiz - 2024: für das Album 1989 - 2024: für das Album Red - 2025: für das Album The Tortured Poets Department - Singapur - 2019: für das Album Reputation - 2020: für das Album Lover - 2020: für das Album Speak Now - Spanien - 2024: für das Album 1989 (Taylor’s Version) - Taiwan - 2009: für das Album Fearless - Thailand - 2015: für das Album 1989 - Vereinigte Staaten - 2018: für das Album The Taylor Swift Holiday Collection - 2022: für das Album Evermore - Vereinigtes Königreich - 2022: für das Album Speak Now - 2023: für das Album Evermore - 2023: für das Album Red (Taylor’s Version) - 2025: für das Album Speak Now (Taylor’s Version) - Deutschland - 2025: für das Album The Tortured Poets Department - Australien - 2023: für das Album Taylor Swift - 2024: für das Album 1989 (Taylor’s Version) - 2025: für das Album Evermore - Belgien - 2022: für das Album Red - Brasilien - 2020: für das Album Lover - 2024: für das Album 1989 (Taylor’s Version) - 2025: für das Album Speak Now (Taylor’s Version) - Dänemark - 2024: für das Album Midnights - 2024: für das Album Reputation - 2024: für das Album The Tortured Poets Department - Irland - 2009: für das Album Fearless - 2022: für das Album Midnights - Kanada - 2024: für das Album Fearless (Taylor’s Version) - 2024: für das Album Speak Now (Taylor’s Version) - Neuseeland - 2024: für das Album 1989 (Taylor’s Version) - 2024: für das Album Fearless (Taylor’s Version) - Philippinen - 2014: für das Album Red - Polen - 2024: für das Album Reputation - 2024: für das Album Folklore - 2024: für das Album The Tortured Poets Department - Singapur - 2021: für das Album Fearless - 2021: für das Album Red - Spanien - 2024: für das Album Midnights - 2025: für das Album The Tortured Poets Department - Vereinigte Staaten - 2022: für das Album Folklore - 2022: für das Album Midnights - Vereinigtes Königreich - 2019: für das Album Fearless - 2025: für das Album 1989 (Taylor’s Version) | - Australien - 2014: für das Videoalbum Speak Now World Tour Live - 2023: für das Album Speak Now - 2024: für das Album Midnights - 2025: für das Album Folklore - 2025: für das Album The Tortured Poets Department - Brasilien - 2024: für das Album Reputation - 2024: für das Album Red (Taylor’s Version) - 2024: für das Album Evermore - Dänemark - 2024: für das Album 1989 - 2025: für das Album Lover - 2025: für das Album Folklore - Indien - 2015: für das Album 1989 - Kanada - 2009: für das Album Speak Now - 2024: für das Album Red (Taylor’s Version) - 2024: für das Album Evermore - 2025: für das Album 1989 (Taylor’s Version) - Neuseeland - 2023: für das Album Speak Now - 2025: für das Album Red (Taylor’s Version) - 2025: für das Album Evermore - Norwegen - 2020: für das Album 1989 - Österreich - 2017: für das Album 1989 - Polen - 2024: für das Album 1989 - 2024: für das Album Lover - 2024: für das Album Midnights - Singapur - 2021: für das Album 1989 - Vereinigte Staaten - 2017: für das Album Reputation - 2022: für das Album Lover - Vereinigtes Königreich - 2024: für das Album Midnights - 2024: für das Album Reputation - 2025: für das Album Red - 2025: für das Album Lover - 2025: für das Album The Tortured Poets Department - 2025: für das Album Folklore - Mexiko - 2016: für das Album 1989 - Australien - 2024: für das Album Lover - Belgien - 2022: für das Album 1989 - Irland - 2015: für das Album 1989 - Kanada - 2009: für das Album Fearless - 2013: für das Album Red - Neuseeland - 2025: für das Album The Tortured Poets Department - Australien - 2021: für das Album Red - 2024: für das Album Reputation - Kanada - 2024: für das Album The Tortured Poets Department - Neuseeland - 2024: für das Album Midnights - 2025: für das Album Folklore - Kanada - 2015: für das Album 1989 - 2024: für das Album Folklore - 2024: für das Album Midnights - Neuseeland - 2023: für das Album Fearless - 2023: für das Album Red - 2024: für das Album Lover - 2025: für das Album Reputation - Vereinigte Staaten - 2017: für das Album Speak Now - 2024: für das Album The Tortured Poets Department - Vereinigtes Königreich - 2024: für das Album 1989 - Kanada - 2024: für das Album Lover - Vereinigte Staaten - 2017: für das Album Taylor Swift - 2018: für das Album Red - Australien - 2023: für das Album Fearless - Philippinen - 2011: für das Album Fearless - Vereinigte Staaten - 2017: für das Album 1989 - Neuseeland - 2024: für das Album 1989 - Australien - 2023: für das Album 1989 - Brasilien - 2025: für das Album The Tortured Poets Department - Vereinigte Staaten - 2017: für das Album Fearless - Brasilien - 2024: für das Album 1989 |

## Auszeichnungen nach Alben

### Taylor Swift
| Land/Region                  | Auszeichnungen für Musikverkäufe (Land/Region, Auszeichnung, Verkäufe) | Verkäufe  |
| ---------------------------- | ---------------------------------------------------------------------- | --------- |
| Australien (ARIA)            | 2× Platin                                                              | 140.000   |
| Kanada (MC)                  | Platin                                                                 | 100.000   |
| Neuseeland (RMNZ)            | Platin                                                                 | 15.000    |
| Singapur (RIAS)              | Gold                                                                   | 5.000     |
| Vereinigte Staaten (RIAA)    | 7× Platin                                                              | 7.000.000 |
| Vereinigtes Königreich (BPI) | Gold                                                                   | 217.000   |
| Insgesamt                    | 2× Gold · 11× Platin ·                                                 | 7.477.000 |

### Fearless
| Land/Region                  | Auszeichnungen für Musikverkäufe (Land/Region, Auszeichnung, Verkäufe) | Verkäufe   |
| ---------------------------- | ---------------------------------------------------------------------- | ---------- |
| Australien (ARIA)            | 8× Platin                                                              | 560.000    |
| Dänemark (IFPI)              | Platin                                                                 | 20.000     |
| Deutschland (BVMI)           | Gold                                                                   | 100.000    |
| Golf-Kooperationsrat (IFPI)  | Gold                                                                   | 3.000      |
| Hongkong (IFPI/HKRIA)        | Gold                                                                   | 7.500      |
| Indonesien (ASIRI)           | Platin                                                                 | 40.000     |
| Irland (IRMA)                | 2× Platin                                                              | 30.000     |
| Japan (RIAJ)                 | Gold                                                                   | 100.000    |
| Kanada (MC)                  | 4× Platin                                                              | 400.000    |
| Malaysia (RIM)               | Platin                                                                 | 15.000     |
| Neuseeland (RMNZ)            | 6× Platin                                                              | 90.000     |
| Norwegen (IFPI)              | Gold                                                                   | 15.000     |
| Österreich (IFPI)            | Gold                                                                   | 15.000     |
| Philippinen (PARI)           | 9× Platin                                                              | 135.000    |
| Polen (ZPAV)                 | Gold                                                                   | 10.000     |
| Schweiz (IFPI)               | Gold                                                                   | 10.000     |
| Singapur (RIAS)              | 2× Platin                                                              | 20.000     |
| Südafrika (RISA)             | Gold                                                                   | 20.000     |
| Taiwan (RIT)                 | Platin                                                                 | 10.000     |
| Vereinigte Staaten (RIAA)    | Diamant                                                                | 10.000.000 |
| Vereinigtes Königreich (BPI) | 2× Platin                                                              | 704.000    |
| Insgesamt                    | 9× Gold · 37× Platin · 1× Diamant ·                                    | 12.304.500 |

### Speak Now
| Land/Region                  | Auszeichnungen für Musikverkäufe (Land/Region, Auszeichnung, Verkäufe) | Verkäufe  |
| ---------------------------- | ---------------------------------------------------------------------- | --------- |
| Australien (ARIA)            | 3× Platin                                                              | 210.000   |
| Brasilien (PMB)              | Gold                                                                   | 20.000    |
| Deutschland (BVMI)           | Gold                                                                   | 100.000   |
| Hongkong (IFPI/HKRIA)        | Gold                                                                   | 7.500     |
| Indonesien (ASIRI)           | Gold                                                                   | 10.000    |
| Irland (IRMA)                | Gold                                                                   | 7.500     |
| Japan (RIAJ)                 | Gold                                                                   | 100.000   |
| Kanada (MC)                  | 3× Platin                                                              | 240.000   |
| Neuseeland (RMNZ)            | 3× Platin                                                              | 45.000    |
| Norwegen (IFPI)              | Gold                                                                   | 15.000    |
| Österreich (IFPI)            | Gold                                                                   | 10.000    |
| Philippinen (PARI)           | Platin                                                                 | 15.000    |
| Schweiz (IFPI)               | Gold                                                                   | 10.000    |
| Singapur (RIAS)              | Platin                                                                 | 10.000    |
| Vereinigte Staaten (RIAA)    | 6× Platin                                                              | 6.000.000 |
| Vereinigtes Königreich (BPI) | Platin                                                                 | 389.000   |
| Insgesamt                    | 9× Gold · 18× Platin ·                                                 | 7.189.000 |

### Speak Now World Tour – Live
| Land/Region               | Auszeichnungen für Musikverkäufe (Land/Region, Auszeichnung, Verkäufe) | Verkäufe |
| ------------------------- | ---------------------------------------------------------------------- | -------- |
| Australien (ARIA)         | Gold                                                                   | 35.000   |
| Vereinigte Staaten (RIAA) | —                                                                      | 305.741  |
| Insgesamt                 | 1× Gold ·                                                              | 340.741  |

### Red
| Land/Region                  | Auszeichnungen für Musikverkäufe (Land/Region, Auszeichnung, Verkäufe) | Verkäufe  |
| ---------------------------- | ---------------------------------------------------------------------- | --------- |
| Australien (ARIA)            | 5× Platin                                                              | 350.000   |
| Belgien (BRMA)               | 2× Platin                                                              | 60.000    |
| Brasilien (PMB)              | Gold                                                                   | 20.000    |
| Dänemark (IFPI)              | Platin                                                                 | 20.000    |
| Deutschland (BVMI)           | Platin                                                                 | 200.000   |
| Frankreich (SNEP)            | Gold                                                                   | 50.000    |
| Irland (IRMA)                | Platin                                                                 | 15.000    |
| Japan (RIAJ)                 | Platin · + Gold (Digital)                                              | 350.000   |
| Kanada (MC)                  | 4× Platin                                                              | 320.000   |
| Kolumbien (ASINCOL)          | Gold                                                                   | 5.000     |
| Mexiko (AMPROFON)            | Gold                                                                   | 30.000    |
| Neuseeland (RMNZ)            | 6× Platin                                                              | 90.000    |
| Österreich (IFPI)            | Platin                                                                 | 20.000    |
| Philippinen (PARI)           | 2× Platin                                                              | 30.000    |
| Polen (ZPAV)                 | Platin                                                                 | 20.000    |
| Schweden (IFPI)              | Gold                                                                   | 20.000    |
| Schweiz (IFPI)               | Platin                                                                 | 20.000    |
| Singapur (RIAS)              | 2× Platin                                                              | 20.000    |
| Vereinigte Staaten (RIAA)    | 7× Platin                                                              | 7.000.000 |
| Vereinigtes Königreich (BPI) | 3× Platin                                                              | 900.000   |
| Insgesamt                    | 6× Gold · 38× Platin ·                                                 | 9.535.000 |

### 1989
| Land/Region                  | Auszeichnungen für Musikverkäufe (Land/Region, Auszeichnung, Verkäufe) | Verkäufe   |
| ---------------------------- | ---------------------------------------------------------------------- | ---------- |
| Argentinien (CAPIF)          | Gold                                                                   | 15.000     |
| Australien (ARIA)            | 11× Platin                                                             | 770.000    |
| Belgien (BRMA)               | 4× Platin                                                              | 120.000    |
| Brasilien (PMB)              | 2× Diamant                                                             | 320.000    |
| Chile (IFPI)                 | Platin                                                                 | 10.000     |
| Dänemark (IFPI)              | 3× Platin                                                              | 60.000     |
| Deutschland (BVMI)           | Platin                                                                 | 200.000    |
| Frankreich (SNEP)            | Platin                                                                 | 100.000    |
| Indien (IMI)                 | 3× Platin                                                              | 36.000     |
| Irland (IRMA)                | 4× Platin                                                              | 60.000     |
| Italien (FIMI)               | Platin                                                                 | 50.000     |
| Japan (RIAJ)                 | Platin                                                                 | 250.000    |
| Kanada (MC)                  | 6× Platin                                                              | 542.000    |
| Mexiko (AMPROFON)            | 7× Gold                                                                | 210.000    |
| Neuseeland (RMNZ)            | 10× Platin                                                             | 150.000    |
| Niederlande (NVPI)           | Gold                                                                   | 20.000     |
| Norwegen (IFPI)              | 3× Platin                                                              | 60.000     |
| Österreich (IFPI)            | 3× Platin                                                              | 45.000     |
| Polen (ZPAV)                 | 3× Platin                                                              | 60.000     |
| Portugal (AFP)               | Platin                                                                 | 7.000      |
| Schweden (IFPI)              | Gold                                                                   | 20.000     |
| Schweiz (IFPI)               | Platin                                                                 | 20.000     |
| Singapur (RIAS)              | 3× Platin                                                              | 30.000     |
| Spanien (Promusicae)         | Gold                                                                   | 20.000     |
| Thailand (TECA)              | Platin                                                                 | 10.000     |
| Vereinigte Staaten (RIAA)    | 9× Platin                                                              | 9.000.000  |
| Vereinigtes Königreich (BPI) | 6× Platin                                                              | 1.800.000  |
| Insgesamt                    | 5× Gold · 79× Platin · 2× Diamant ·                                    | 13.895.000 |

### Reputation
| Land/Region                  | Auszeichnungen für Musikverkäufe (Land/Region, Auszeichnung, Verkäufe) | Verkäufe  |
| ---------------------------- | ---------------------------------------------------------------------- | --------- |
| Australien (ARIA)            | 5× Platin                                                              | 350.000   |
| Belgien (BRMA)               | Platin                                                                 | 20.000    |
| Brasilien (PMB)              | 3× Platin                                                              | 120.000   |
| Dänemark (IFPI)              | 2× Platin                                                              | 40.000    |
| Deutschland (BVMI)           | Platin                                                                 | 200.000   |
| Finnland (IFPI)              | Platin                                                                 | 20.000    |
| Frankreich (SNEP)            | Platin                                                                 | 100.000   |
| Italien (FIMI)               | Platin                                                                 | 50.000    |
| Japan (RIAJ)                 | Gold                                                                   | 100.000   |
| Kanada (MC)                  | —                                                                      | 128.000   |
| Mexiko (AMPROFON)            | Platin                                                                 | 60.000    |
| Neuseeland (RMNZ)            | 6× Platin                                                              | 90.000    |
| Norwegen (IFPI)              | Gold                                                                   | 10.000    |
| Österreich (IFPI)            | Platin                                                                 | 15.000    |
| Polen (ZPAV)                 | 2× Platin                                                              | 40.000    |
| Portugal (AFP)               | Gold                                                                   | 3.500     |
| Schweden (IFPI)              | Platin                                                                 | 40.000    |
| Schweiz (IFPI)               | Gold                                                                   | 10.000    |
| Singapur (RIAS)              | Platin                                                                 | 10.000    |
| Spanien (Promusicae)         | Gold                                                                   | 20.000    |
| Vereinigte Staaten (RIAA)    | 3× Platin                                                              | 3.000.000 |
| Vereinigtes Königreich (BPI) | 3× Platin                                                              | 900.000   |
| Insgesamt                    | 5× Gold · 33× Platin ·                                                 | 5.326.500 |

### Lover
| Land/Region                  | Auszeichnungen für Musikverkäufe (Land/Region, Auszeichnung, Verkäufe) | Verkäufe  |
| ---------------------------- | ---------------------------------------------------------------------- | --------- |
| Australien (ARIA)            | 4× Platin                                                              | 280.000   |
| Belgien (BRMA)               | Platin                                                                 | 20.000    |
| Brasilien (PMB)              | 2× Platin                                                              | 80.000    |
| Dänemark (IFPI)              | 3× Platin                                                              | 60.000    |
| Deutschland (BVMI)           | Platin                                                                 | 200.000   |
| Finnland (IFPI)              | Gold                                                                   | 10.000    |
| Frankreich (SNEP)            | Platin                                                                 | 100.000   |
| Italien (FIMI)               | Platin                                                                 | 50.000    |
| Kanada (MC)                  | 7× Platin                                                              | 560.000   |
| Neuseeland (RMNZ)            | 6× Platin                                                              | 90.000    |
| Norwegen (IFPI)              | Platin                                                                 | 20.000    |
| Österreich (IFPI)            | Platin                                                                 | 15.000    |
| Polen (ZPAV)                 | 3× Platin                                                              | 60.000    |
| Portugal (AFP)               | 2× Platin                                                              | 14.000    |
| Schweiz (IFPI)               | Gold                                                                   | 10.000    |
| Singapur (RIAS)              | Platin                                                                 | 10.000    |
| Spanien (Promusicae)         | Gold                                                                   | 20.000    |
| Vereinigte Staaten (RIAA)    | 3× Platin                                                              | 3.000.000 |
| Vereinigtes Königreich (BPI) | 3× Platin                                                              | 900.000   |
| Insgesamt                    | 3× Gold · 40× Platin ·                                                 | 5.499.000 |

### Folklore
| Land/Region                  | Auszeichnungen für Musikverkäufe (Land/Region, Auszeichnung, Verkäufe) | Verkäufe  |
| ---------------------------- | ---------------------------------------------------------------------- | --------- |
| Australien (ARIA)            | 3× Platin                                                              | 210.000   |
| Belgien (BRMA)               | Gold                                                                   | 10.000    |
| Brasilien (PMB)              | Gold                                                                   | 20.000    |
| Dänemark (IFPI)              | 3× Platin                                                              | 60.000    |
| Deutschland (BVMI)           | Gold                                                                   | 100.000   |
| Finnland (IFPI)              | Gold                                                                   | 10.000    |
| Frankreich (SNEP)            | Platin                                                                 | 100.000   |
| Italien (FIMI)               | Platin                                                                 | 50.000    |
| Kanada (MC)                  | 6× Platin                                                              | 480.000   |
| Neuseeland (RMNZ)            | 5× Platin                                                              | 75.000    |
| Norwegen (IFPI)              | Platin                                                                 | 20.000    |
| Österreich (IFPI)            | Platin                                                                 | 15.000    |
| Polen (ZPAV)                 | 2× Platin                                                              | 40.000    |
| Portugal (AFP)               | Gold                                                                   | 3.500     |
| Schweiz (IFPI)               | Gold                                                                   | 10.000    |
| Singapur (RIAS)              | Gold                                                                   | 5.000     |
| Spanien (Promusicae)         | Gold                                                                   | 20.000    |
| Vereinigte Staaten (RIAA)    | 2× Platin                                                              | 2.000.000 |
| Vereinigtes Königreich (BPI) | 3× Platin                                                              | 900.000   |
| Insgesamt                    | 8× Gold · 28× Platin ·                                                 | 4.128.500 |

### Evermore
| Land/Region                  | Auszeichnungen für Musikverkäufe (Land/Region, Auszeichnung, Verkäufe) | Verkäufe  |
| ---------------------------- | ---------------------------------------------------------------------- | --------- |
| Australien (ARIA)            | 2× Platin                                                              | 140.000   |
| Belgien (BRMA)               | Gold                                                                   | 10.000    |
| Brasilien (PMB)              | 3× Platin                                                              | 120.000   |
| Dänemark (IFPI)              | Platin                                                                 | 20.000    |
| Deutschland (BVMI)           | Gold                                                                   | 100.000   |
| Finnland (IFPI)              | Gold                                                                   | 10.000    |
| Frankreich (SNEP)            | Gold                                                                   | 50.000    |
| Italien (FIMI)               | Gold                                                                   | 25.000    |
| Kanada (MC)                  | 3× Platin                                                              | 240.000   |
| Neuseeland (RMNZ)            | 3× Platin                                                              | 45.000    |
| Norwegen (IFPI)              | Gold                                                                   | 10.000    |
| Österreich (IFPI)            | Gold                                                                   | 7.500     |
| Polen (ZPAV)                 | Platin                                                                 | 20.000    |
| Portugal (AFP)               | Gold                                                                   | 3.500     |
| Spanien (Promusicae)         | Gold                                                                   | 20.000    |
| Vereinigte Staaten (RIAA)    | Platin                                                                 | 1.000.000 |
| Vereinigtes Königreich (BPI) | Platin                                                                 | 302.000   |
| Insgesamt                    | 9× Gold · 15× Platin ·                                                 | 2.123.000 |

### Fearless (Taylor’s Version)
| Land/Region                  | Auszeichnungen für Musikverkäufe (Land/Region, Auszeichnung, Verkäufe) | Verkäufe  |
| ---------------------------- | ---------------------------------------------------------------------- | --------- |
| Australien (ARIA)            | Platin                                                                 | 70.000    |
| Dänemark (IFPI)              | Gold                                                                   | 10.000    |
| Frankreich (SNEP)            | Gold                                                                   | 50.000    |
| Kanada (MC)                  | 2× Platin                                                              | 160.000   |
| Neuseeland (RMNZ)            | 2× Platin                                                              | 30.000    |
| Polen (ZPAV)                 | Gold                                                                   | 10.000    |
| Vereinigte Staaten (RIAA)    | —                                                                      | 1.000.000 |
| Vereinigtes Königreich (BPI) | Gold                                                                   | 149.000   |
| Insgesamt                    | 4× Gold · 5× Platin ·                                                  | 1.474.000 |

### Red (Taylor’s Version)
| Land/Region                  | Auszeichnungen für Musikverkäufe (Land/Region, Auszeichnung, Verkäufe) | Verkäufe  |
| ---------------------------- | ---------------------------------------------------------------------- | --------- |
| Australien (ARIA)            | Platin                                                                 | 70.000    |
| Brasilien (PMB)              | 3× Platin                                                              | 120.000   |
| Dänemark (IFPI)              | Platin                                                                 | 20.000    |
| Frankreich (SNEP)            | Gold                                                                   | 50.000    |
| Italien (FIMI)               | Gold                                                                   | 25.000    |
| Kanada (MC)                  | 3× Platin                                                              | 240.000   |
| Neuseeland (RMNZ)            | 3× Platin                                                              | 45.000    |
| Österreich (IFPI)            | Gold                                                                   | 7.500     |
| Polen (ZPAV)                 | Platin                                                                 | 20.000    |
| Portugal (AFP)               | Gold                                                                   | 3.500     |
| Spanien (Promusicae)         | Gold                                                                   | 20.000    |
| Vereinigte Staaten (RIAA)    | —                                                                      | 1.560.000 |
| Vereinigtes Königreich (BPI) | Platin                                                                 | 300.000   |
| Insgesamt                    | 54× Gold · 13× Platin ·                                                | 2.481.000 |

### Midnights
| Land/Region                  | Auszeichnungen für Musikverkäufe (Land/Region, Auszeichnung, Verkäufe) | Verkäufe  |
| ---------------------------- | ---------------------------------------------------------------------- | --------- |
| Australien (ARIA)            | 3× Platin                                                              | 210.000   |
| Belgien (BRMA)               | Gold                                                                   | 10.000    |
| Dänemark (IFPI)              | 2× Platin                                                              | 40.000    |
| Deutschland (BVMI)           | Platin                                                                 | 200.000   |
| Frankreich (SNEP)            | Platin                                                                 | 100.000   |
| Italien (FIMI)               | Platin                                                                 | 50.000    |
| Kanada (MC)                  | 6× Platin                                                              | 480.000   |
| Mexiko (AMPROFON)            | Platin                                                                 | 140.000   |
| Neuseeland (RMNZ)            | 5× Platin                                                              | 75.000    |
| Norwegen (IFPI)              | Gold                                                                   | 10.000    |
| Österreich (IFPI)            | Platin                                                                 | 15.000    |
| Polen (ZPAV)                 | 3× Platin                                                              | 60.000    |
| Portugal (AFP)               | Platin                                                                 | 7.000     |
| Schweiz (IFPI)               | Gold                                                                   | 10.000    |
| Spanien (Promusicae)         | 2× Platin                                                              | 80.000    |
| Vereinigte Staaten (RIAA)    | 2× Platin                                                              | 2.000.000 |
| Vereinigtes Königreich (BPI) | 3× Platin                                                              | 900.000   |
| Insgesamt                    | 3× Gold · 32× Platin ·                                                 | 4.390.000 |

### Speak Now (Taylor’s Version)
| Land/Region                  | Auszeichnungen für Musikverkäufe (Land/Region, Auszeichnung, Verkäufe) | Verkäufe  |
| ---------------------------- | ---------------------------------------------------------------------- | --------- |
| Australien (ARIA)            | Platin                                                                 | 70.000    |
| Brasilien (PMB)              | 2× Platin                                                              | 80.000    |
| Dänemark (IFPI)              | Gold                                                                   | 10.000    |
| Frankreich (SNEP)            | Gold                                                                   | 50.000    |
| Italien (FIMI)               | Gold                                                                   | 25.000    |
| Kanada (MC)                  | 2× Platin                                                              | 160.000   |
| Neuseeland (RMNZ)            | Platin                                                                 | 15.000    |
| Polen (ZPAV)                 | Gold                                                                   | 10.000    |
| Spanien (Promusicae)         | Gold                                                                   | 20.000    |
| Vereinigte Staaten (RIAA)    | —                                                                      | 507.000   |
| Vereinigtes Königreich (BPI) | Platin                                                                 | 300.000   |
| Insgesamt                    | 5× Gold · 7× Platin ·                                                  | 1.247.000 |

### 1989 (Taylor’s Version)
| Land/Region                  | Auszeichnungen für Musikverkäufe (Land/Region, Auszeichnung, Verkäufe) | Verkäufe  |
| ---------------------------- | ---------------------------------------------------------------------- | --------- |
| Australien (ARIA)            | 2× Platin                                                              | 140.000   |
| Brasilien (PMB)              | 2× Platin                                                              | 80.000    |
| Dänemark (IFPI)              | Platin                                                                 | 20.000    |
| Deutschland (BVMI)           | Gold                                                                   | 75.000    |
| Frankreich (SNEP)            | Platin                                                                 | 100.000   |
| Italien (FIMI)               | Platin                                                                 | 50.000    |
| Kanada (MC)                  | 3× Platin                                                              | 240.000   |
| Neuseeland (RMNZ)            | 2× Platin                                                              | 30.000    |
| Österreich (IFPI)            | Gold                                                                   | 7.500     |
| Polen (ZPAV)                 | Platin                                                                 | 20.000    |
| Portugal (AFP)               | Platin                                                                 | 7.000     |
| Spanien (Promusicae)         | Platin                                                                 | 40.000    |
| Vereinigte Staaten (RIAA)    | —                                                                      | 2.000.000 |
| Vereinigtes Königreich (BPI) | 2× Platin                                                              | 600.000   |
| Insgesamt                    | 2× Gold · 17× Platin ·                                                 | 3.409.500 |

### The Tortured Poets Department
| Land/Region                  | Auszeichnungen für Musikverkäufe (Land/Region, Auszeichnung, Verkäufe) | Verkäufe  |
| ---------------------------- | ---------------------------------------------------------------------- | --------- |
| Australien (ARIA)            | 3× Platin                                                              | 210.000   |
| Belgien (BRMA)               | Platin                                                                 | 20.000    |
| Brasilien (PMB)              | Diamant                                                                | 160.000   |
| Dänemark (IFPI)              | 2× Platin                                                              | 40.000    |
| Deutschland (BVMI)           | 3× Gold                                                                | 225.000   |
| Frankreich (SNEP)            | Platin                                                                 | 100.000   |
| Italien (FIMI)               | Platin                                                                 | 50.000    |
| Kanada (MC)                  | 5× Platin                                                              | 400.000   |
| Neuseeland (RMNZ)            | 4× Platin                                                              | 60.000    |
| Niederlande (NVPI)           | Platin                                                                 | 30.000    |
| Österreich (IFPI)            | Gold                                                                   | 7.500     |
| Polen (ZPAV)                 | 2× Platin                                                              | 40.000    |
| Portugal (AFP)               | Platin                                                                 | 7.000     |
| Schweiz (IFPI)               | Platin                                                                 | 20.000    |
| Spanien (Promusicae)         | 2× Platin                                                              | 80.000    |
| Vereinigte Staaten (RIAA)    | 6× Platin                                                              | 6.000.000 |
| Vereinigtes Königreich (BPI) | 3× Platin                                                              | 900.000   |
| Insgesamt                    | 2× Gold · 34× Platin · 1× Diamant ·                                    | 8.349.500 |

## Auszeichnungen nach EPs

### The Taylor Swift Holiday Collection
| Land/Region               | Auszeichnungen für Musikverkäufe (Land/Region, Auszeichnung, Verkäufe) | Verkäufe  |
| ------------------------- | ---------------------------------------------------------------------- | --------- |
| Australien (ARIA)         | Gold                                                                   | 35.000    |
| Vereinigte Staaten (RIAA) | Platin                                                                 | 1.100.000 |
| Insgesamt                 | 1× Gold · 1× Platin ·                                                  | 1.135.000 |

### Beautiful Eyes
| Land/Region               | Auszeichnungen für Musikverkäufe (Land/Region, Auszeichnung, Verkäufe) | Verkäufe |
| ------------------------- | ---------------------------------------------------------------------- | -------- |
| Vereinigte Staaten (RIAA) | —                                                                      | 369.000  |
| Insgesamt                 | —                                                                      | 369.000  |

## Auszeichnungen nach Videoalben

### Journey to Fearless
| Land/Region       | Auszeichnungen für Musikverkäufe (Land/Region, Auszeichnung, Verkäufe) | Verkäufe |
| ----------------- | ---------------------------------------------------------------------- | -------- |
| Australien (ARIA) | Platin                                                                 | 15.000   |
| Insgesamt         | 1× Platin ·                                                            | 15.000   |

### Speak Now World Tour Live
| Land/Region       | Auszeichnungen für Musikverkäufe (Land/Region, Auszeichnung, Verkäufe) | Verkäufe |
| ----------------- | ---------------------------------------------------------------------- | -------- |
| Australien (ARIA) | 3× Platin                                                              | 45.000   |
| Insgesamt         | 3× Platin ·                                                            | 45.000   |

## Statistik und Quellen
Diese Statistik enthält sowohl die Album- als auch die Lied-Auszeichnungen. Für eine komplette Übersicht der Lieder-Auszeichnungen siehe Taylor Swift/Auszeichnungen für Musikverkäufe/Lieder.
| Land/RegionAuszeichnungen für Musikverkäufe (Land/Region, Auszeichnungen, Verkäufe, Quellen) | Silber       | Gold         | Platin           | Diamant       | Verkäufe    | Quellen                               |
| -------------------------------------------------------------------------------------------- | ------------ | ------------ | ---------------- | ------------- | ----------- | ------------------------------------- |
| Argentinien (CAPIF)                                                                          | —            | Gold1        | —                | —             | 15.000      | Einzelnachweise                       |
| Australien (ARIA)                                                                            | —            | 72× Gold72   | 421× Platin421   | —             | 31.625.000  | aria.com.au                           |
| Belgien (BRMA)                                                                               | —            | 7× Gold7     | 14× Platin14     | —             | 510.000     | ultratop.be                           |
| Brasilien (PMB)                                                                              | —            | 66× Gold66   | 107× Platin107   | 37× Diamant37 | 13.810.000  | pro-musicabr.org.br                   |
| Chile (IFPI)                                                                                 | —            | —            | Platin1          | —             | 10.000      | Einzelnachweise                       |
| Dänemark (IFPI)                                                                              | —            | 19× Gold19   | 38× Platin38     | —             | 2.635.000   | ifpi.dk                               |
| Deutschland (BVMI)                                                                           | —            | 18× Gold18   | 14× Platin14     | —             | 8.200.000   | musikindustrie.de                     |
| Finnland (IFPI)                                                                              | —            | 3× Gold3     | Platin1          | —             | 50.000      | Einzelnachweise                       |
| Frankreich (SNEP)                                                                            | —            | 17× Gold17   | 10× Platin10     | 3× Diamant3   | 3.694.999   | snepmusique.com                       |
| Golf-Kooperationsrat (IFPI)                                                                  | —            | Gold1        | —                | —             | 3.000       | ifpi.org                              |
| Griechenland (IFPI)                                                                          | —            | 6× Gold6     | 3× Platin3       | —             | 120.000     | Einzelnachweise                       |
| Hongkong (IFPI/HKRIA)                                                                        | —            | 2× Gold2     | —                | —             | 15.000      | Einzelnachweise                       |
| Indien (IMI)                                                                                 | —            | —            | 3× Platin3       | —             | 36.000      | Einzelnachweise                       |
| Indonesien (ASIRI)                                                                           | —            | Gold1        | Platin1          | —             | 50.000      | Einzelnachweise                       |
| Irland (IRMA)                                                                                | —            | Gold1        | 7× Platin7       | —             | 112.500     | irishcharts.ie                        |
| Italien (FIMI)                                                                               | —            | 21× Gold21   | 22× Platin22     | —             | 2.095.000   | fimi.it                               |
| Japan (RIAJ)                                                                                 | —            | 15× Gold15   | 8× Platin8       | Diamant1      | 3.500.000   | riaj.or.jp JP2 JP3                    |
| Kanada (MC)                                                                                  | —            | 18× Gold18   | 130× Platin130   | —             | 11.355.000  | musiccanada.com                       |
| Kolumbien (ASINCOL)                                                                          | —            | Gold1        | —                | —             | 5.000       | Einzelnachweise                       |
| Malaysia (RIM)                                                                               | —            | —            | Platin1          | —             | 15.000      | Einzelnachweise                       |
| Mexiko (AMPROFON)                                                                            | —            | 13× Gold13   | 12× Platin12     | 3× Diamant3   | 3.130.000   | amprofon.com.mx                       |
| Neuseeland (RMNZ)                                                                            | —            | 97× Gold97   | 201× Platin201   | —             | 6.547.500   | aotearoamusiccharts.co.nz NZ2 NZ3 NZ4 |
| Niederlande (NVPI)                                                                           | —            | Gold1        | Platin1          | —             | 50.000      | nvpi.nl                               |
| Norwegen (IFPI)                                                                              | —            | 16× Gold16   | 19× Platin19     | —             | 1.340.000   | ifpi.no NO2                           |
| Österreich (IFPI)                                                                            | —            | 7× Gold7     | 28× Platin28     | —             | 790.000     | ifpi.at                               |
| Philippinen (PARI)                                                                           | —            | —            | 12× Platin12     | —             | 180.000     | Einzelnachweise                       |
| Polen (ZPAV)                                                                                 | —            | 17× Gold17   | 41× Platin41     | 3× Diamant3   | 2.150.000   | olis.pl                               |
| Portugal (AFP)                                                                               | —            | 12× Gold12   | 38× Platin38     | —             | 436.000     | Einzelnachweise                       |
| Schweden (IFPI)                                                                              | —            | 5× Gold5     | 13× Platin13     | —             | 940.000     | sverigetopplistan.se                  |
| Schweiz (IFPI)                                                                               | —            | 7× Gold7     | 10× Platin10     | —             | 300.000     | hitparade.ch                          |
| Singapur (RIAS)                                                                              | —            | 2× Gold2     | 10× Platin10     | —             | 110.000     | rias.org.sg                           |
| Spanien (Promusicae)                                                                         | —            | 28× Gold28   | 31× Platin31     | —             | 2.510.000   | elportaldemusica.es                   |
| Südafrika (RISA)                                                                             | —            | Gold1        | —                | —             | 20.000      | Einzelnachweise                       |
| Südkorea (KMCA)                                                                              | —            | —            | —                | —             | 495.865     | Einzelnachweise                       |
| Taiwan (RIT)                                                                                 | —            | —            | Platin1          | —             | 10.000      | Einzelnachweise                       |
| Thailand (TECA)                                                                              | —            | —            | Platin1          | —             | 10.000      | Einzelnachweise                       |
| Vereinigte Staaten (RIAA)                                                                    | —            | 23× Gold23   | 188× Platin188   | 2× Diamant2   | 222.451.741 | riaa.com                              |
| Vereinigtes Königreich (BPI)                                                                 | 89× Silber89 | 24× Gold24   | 107× Platin107   | —             | 83.425.000  | bpi.co.uk                             |
| Zentralamerika (CFC)                                                                         | —            | 2× Gold2     | —                | —             | 70.000      | cfc-musica.com                        |
| Insgesamt                                                                                    | 89× Silber89 | 524× Gold524 | 1494× Platin1494 | 49× Diamant49 |             |                                       |